# Les Pressoirs
Les Pressoirs sont un ancien cellier situé à Épernon, en France.

## Description
Le cellier est construit en grès. Semi-enterré, il comporte trois nefs.

## Localisation
Le cellier est situé rue des Aironcelles dans la ville d'Épernon, département d'Eure-et-Loir, région Centre-Val de Loire.

## Historique
D'architecture romane, ce cellier date du XIIe siècle. 
Grande salle voutée, en grès des mines de la région, bâtie au début du XIIe siècle, étendue sur plus de 30 mètres de long avec deux séries de piliers, les Pressoirs étaient le cellier des religieuses des Hautes-Bruyères qui mesuraient les denrées vendues au marché installé à proximité.
Dépendance du prieuré de l'ordre de Fontevrault avant la Révolution, il fut vendu comme bien national en 1792.
L'édifice a été classé au titre des monuments historiques en 1926,.